# Denis Bérardier
Denis Bérardier (Quimper; 26 de marzo de 1735-París, Louis le Grand Colegio; 1 de mayo de 1794) es un teologían y sacerdote católico francés.

## Biografía
Criado por su abuelo y tutor Pierre Bousquet, fundador de la fábrica de cerámica de Quimper en 1708, siguió los cursos de los jesuitas en el colegio de Quimper, luego pasó a la Sorbona, donde obtuvo su licencia y su doctorado. Profesor de elocuencia, doctor en teología, fue nombrado director del colegio de Quimper al comienzo del año escolar de 1762, cuando los jesuitas fueron expulsados. Creó allí una clase de física con su propio dinero y realizó un trabajo personal sobre electricidad. Se opuso al nuevo obispo de Cornouaille, Toussaint-François-Joseph Conen de Saint-Luc, que quería imponer su autoridad sobre la escuela, y obtuvo su nombramiento en el collège Louis -le-Grand en 1778, gracias a su amigo el cardenal de Rohan. Síndico de la Facultad de Teología de París, enseñó allí a Luce de Lancival, Camille Desmoulins, Maximilien Robespierre, gracias a los cuales obtuvo un beneficio canónico en el capítulo de Arras, en 1787 Sus alumnos le regalaron un libro único por su cumpleaños, una colección de poemas de su composición, y lo apodaron «Fènelon Bérardier».
Fue elegido como 1789 diputado suplente del clero de París a los Estados Generales, donde se sentó desde principios de 1790 en el lado derecho.
Se opone a Mirabeau sobre la Constitución civil del clero y publica una obra «reeditada catorce veces en seis meses». Intercede a favor de Camille Desmoulins para que se case religiosamente en la iglesia de Saint-Sulpice, según los deseos de sus suegros, y a pesar de sus escritos antirreligiosos en «el viejo Cordelier». Luego expone un sermón muy «político» frente a una audiencia de diputados emocionados. Robespierre, testigo del marido, quedará marcado por ello. Alexandre Dumas, en «Ange Pitou», lo describe como un director muy paternal que es querido por sus alumnos.
Su nombre fue dado en 1911 al lugar de la iglesia de Locmaria, entre la iglesia y la cerámica, para agradecerle por haber sido decisivo, como diputado del clero de París, en la elección de Quimper como lugar principal de Finisterre. en lugar de Landerneau y contra viento y marea.
Encarcelado como sacerdote en 1792, escapó por poco de las masacres de septiembre gracias a la protección de sus antiguos alumnos Camille Desmoulins y Robespierre. Fue entregado al titular del colegio (entonces llamado Igualdad) hasta su muerte, sin haber prestado juramento a la Constitución.
A pesar de todo, en 1793 interviene de nuevo para restaurar la capital de Quimper, trasladada a Landerneau por los Montagnards, como medida de represalia contra los administradores del departamento que eran demasiado legalistas. Su acción todavía fue exitosa. Robespierre espera el anuncio de su muerte para enviarlo a buscar y aclararse de haberlo protegido, y unos días después proclama el culto al «Ser Supremo».

## Publicaciones
- Los principios de fe sobre el gobierno de la iglesia en oposición a la constitución civil del clero o Refutación del desarrollo de la opinión de M. Camus. Por Abbé Bérardier, médico y ex síndico de la Facultad de Teología de París (1791)
- La Iglesia Constitucional confundida por sí misma, por una Sociedad de teólogos [Abbé D. Bérardier y Abbé Blandin]. Obra en la que se refuta: 1° el Acuerdo sobre los verdaderos principios de la Iglesia de los dieciocho obispos constitucionales miembros de la Asamblea Constituyente; juntos un escrito del Sr. Olitrault, director del seminario de Quimper, impreso a expensas del departamento y distribuido profusamente por toda Bretaña; (2) la Instrucción o catecismo sobre la constitución civil del clero, de MM. Mainguy y Lanjuinais; 3° la carta pastoral del obispo del departamento de Tarn; finalmente las principales objeciones difundidas en todas las demás obras constitucionales (1792)